# Ježkovice
Ježkovice (in tedesco Jeschkowitz) è un comune della Repubblica Ceca facente parte del distretto di Vyškov, in Moravia Meridionale.